# تمر حنة (فلم)
تمر حنة فيلم غنائي راقص مصري، من إخراج وتأليف حسين فوزي، إنتج عام 1957. ومن بطولة نعيمة عاكف وفايزة أحمد وأحمد رمزي ورشدي أباظة.

## قصة الفيلم
تمر حنة (نعيمة عاكف) فتاة غجرية ترقص في الموالد، وتعيش مع خالتها مكاسب (زينات صدقي) ويحبها زميلها في المولد حسن (رشدي أباظة) . كان أحمد (أحمد رمزي) الشاب الغني ابن رستم (سراج منير) صاحب الأرض المقام عليها المولد، يتردد على المولد لمشاهدة الراقصة تمر حنة ومعه جاره المفلس رستم (إستفان روستي) والغفير زعرب (عبد الغني النجدي) . كان أحمد يتودد للراقصة للإيقاع بها، مما يثير غيرة حسن الذي تشاجر معه، وقام رجال أحمد بضرب حسن دون علم أحمد، فتوعد حسن بالانتقام، فذهبت تمر حنة ليلاً لتحذير أحمد، وتم ضبطها واتهامها بالسرقة، وقام أحمد بتهريبها، وجاءت كوثر (كريمان) ابنة عم أحمد لزيارة عمها والإقامة بالعزبة، ولأنها غنية جداً، قرر عمها أن تتزوج من ابنه أحمد. تشاجرت كوثر مع تمر حنة على الطريق وقالت لها تمر حنه يا«ماسخه» فأمر عمها بهدم خيام الغجر وحرقها، فقام حسن بإلقاء الغفير زعرب فوق الخيام المحروقة، فتم القبض عليه وسجنه، وتحاور أحمد مع والده وكان رأيه أنه لا فرق بين كوثر وتمر حنة، وأن الكل أولاد حواء وآدم، ولم يقتنع الأب فراهنه أحمد على إثبات ذلك مقابل العزبة الشرقية. قام أحمد بإيواء تمر حنة وخالتها مكاسب بمنزل جاره رستم مقابل بعض المال الذي أعطاه له، ثم أرسلها في بعثة إلى القاهرة في منزل رستم حتى قام بتغيير هيئتها و تعليمها لتصبح مثل أولاد العائلات الكبرى، وعادت بعد 6 شهور للعزبة في شكل آخر. وفي حادث متعمد على الطريق تعرفت بوالد أحمد الذي أخبرته أن خالها رستم، وأن والدها رضوان باشا عبد الغفار، وان اسمها ياسمين، وقام عويس (كامل أنور) خادم رستم بيه بخداع عبد الصمد (أسعد مصطفى) ناظر العزبة وأبلغه أن ياسمين غنية جداً تملك أموالاً وذهباً وماساً و7 عمارات وثلاث عزب في المنوفية، فقام بدوره بإبلاغ رستم الذي طمع في الزواج من ياسمين ليضم أملاكها لأملاكه، وتقرب إلى رستم بيه وتنازل له عن ديونه والقضايا التي بينهما، مقابل الزواج من ابنة أخته ياسمين. وفي الحفل الذي أقامه رستم لإعلان زواجه على تمر حنة، قامت كوثر بكشف حقيقة تمر حنة، والتي جاءها حسن بعد خروجه من السجن يريد قتلها بعد أن عرف عنوانها من أخته مايسة (فايزة أحمد) مغنية المولد، واتفقت معه كوثر على حضور الحفل، واكتشفت تمرحنة أن أحمد قد راهن عليها والده وأنه لايحبها، ففضلت العودة إلى حبيبها حسن.

## طاقم العمل

### التمثيل
- نعيمة عاكف
- فايزة أحمد
- أحمد رمزي
- رشدي أباظة
- زينات صدقي
- سراج منير
- كاريمان
- إستيفان روستي
- حسين إسماعيل
- كامل أنور
- حافظ أمين
- أسعد مصطفي
- عبد الغني النجدي
- فايزة عبد الجواد
- سيد خليفة
- طوسون معتمد
- مطاوع عويس
- إستر شطاح

### التأليف
قصة وسيناريو:
- حسين فوزي

حوار:
- جليل البنداري

### الإخراج
- حسين فوزي (مخرج)
- عبد الشافي عبد القدوس (مخرج مساعد)

### الإنتاج
- إميل يزبك (مدير الإنتاج)
- سيد إسماعيل (مساعد الإنتاج)
- حسين فوزي (منتج)

### التصوير
- كمال كريم (مصور)
- مكرم سالم (مساعد المصور)
- عواد أبو النجا (مدير الإضاءة)
- محمود نصر (مدير التصوير)

### الموسيقى
- محمد فوزي (تلحين موسيقى تمر حنة)
- حسين أحمد علي (مؤلف الموسيقى)
- سيد خليفة (تلحين وغناء أغنية (مامبو سوداني))
- محمد الموجي (تلحين: (يامّا القمر على الباب) - (يا تمر حنّة))
- جليل البنداري (نظم (يا تمرحنّة))
- مرسي جميل عزيز (نظم (يامّا القمر على الباب))

## روابط خارجية
- مقالات تستعمل روابط فنية بلا صلة مع ويكي بيانات